# Левша (фильм, 2025)
«Левша́» (кит. 左撇子女孩) — драматический фильм 2025 года режиссёра, сценариста и продюсера Ши-Чин Цоу, её дебютная сольная картина. Шон Бейкер также выступил продюсером и сценаристом ленты. Фильм совместного производства Тайваня, США, Великобритании и Франции.
Мировая премьера фильма состоялась в рамках Недели критики Каннского кинофестиваля 2025 года.

## Сюжет
Мать-одиночка с двумя дочерьми возвращается в Тайбэй после нескольких лет, проведённых в селе, чтобы начать торговать на оживлённом ночном рынке. Каждой из них по-своему предстоит адаптироваться к изменившимся жизненным условиям, чтобы свести концы с концами и сохранить единство семьи. Когда консервативный дедушка говорит младшей внучке-левше никогда не пользоваться «дьявольской рукой», приоткрываются тайны трёх поколений семьи.

## В ролях
- Джанель Цай — Шо-Фэнь
- Ши-Юань Ма — И-Энн: Старшая дочь Шо-Фэнь
- Нина Е — И-Цзин: Младшая дочь Шо-Фэнь
- Брандо Хуан — Джонни: Коллега Шо-Фэнь на рынке
- Акио Чен
- Синь-Янь Чао

## Производство
В ноябре 2012 года Шон Бейкер анонсировал проект, который он должен был срежиссировать вместе с Ши-Чин Цоу, однако у фильма возникли проблемы с финансированием.
Актрису Ши-Юань Ма, сыгравшую И-Энн, создатели нашли в Instagram. Съёмки стартовали в июле 2022 года. Лента снята на iPhone.

## Релиз
Мировая премьера фильма состоялась 15 мая 2025 года на 78-м Каннском кинофестивале в рамках «Недели критики».

## Критика
На сайте-агрегаторе рецензий Rotten Tomatoes фильм получил рейтинг свежести 100 % на основе 11 рецензий критиков. Картину часто сравнивают с предыдущими картинами Бейкера и Цоу, особенно с «Проектом „Флорида“», о чём говорил и сам Бейкер.
Джессика Кьянг из Variety описала картинку как «уверенный и прекрасный портрет сложности материнства и болезненного бремени дочерей, но, наверное, он наиболее завораживает своими калейдоскопическими видами родного города режиссёра, где персонажи — это переливающиеся бусинки, а Тайбэй — блеск и сияние».
«Ши-Чин демонстрирует уверенное владение повествованием и меняющейся тональностью с высокой драматичностью, которая могла бы выйти из-под контроля, но никогда этого не делает, заставляя нас сидеть на краях сидений» — Пит Хаммонд из Deadline Hollywood.
«Несмотря на некоторые огрехи в сценарии и появление „бога из машины“, „Левша“ всё ещё показывает Цоу как уверенного и талантливого режиссёра с редким энтузиазмом» — Райан Латтанзио из IndieWire.
«„Левша“ — сборник захватывающих историй, которые умело раскрывают социальные и экономические реалии, с которыми сталкиваются три поколения женщин в Тайбэе» — Ловия Гьярке из The Hollywood Reporter.